# Ріхард Рештель
Ріхард Рештель (нім. Richard Röstel; 1872 — ?) — німецький гімнаст, двічі чемпіон літніх Олімпійських ігор 1896.
Рештель став переможцем в складі німецької збірної з гімнастики в змаганнях на брусах і поперечині. Крім того, він взяв участь в змаганнях по опорному стрибку, коню, перекладині і паралельних брусах, але не зміг зайняти призове місце.